# Pozzuoli
Pozzuoli és una ciutat del sud d'Itàlia, situada a la regió de la Campània i a la Ciutat metropolitana de Nàpols, famosa pel ciment d'origen volcànic que des d'antic s'extreia d'aquesta terra per a fer construccions que requerien alhora lleugeresa i fermesa com ara la cúpula del Panteó de Roma. Al llarg de la història el municipi ha rebut altres noms: Dicearchia, Fistelia i Puteoli.

## Situació

### Geografia
Situat al golf del mateix nom, Pozzuoli es troba en una àrea volcànica anomenada Camps Flegreus que inclou un volcà encara actiu: el Solfatara. Un fenomen característic d'aquesta zona és el bradisisme, és a dir, l'elevació o el descens de l'escorça terrestre a conseqüència de l'augment de la pressió subterrània.

El ràpid alçament del nivell del mar ha afectat al port, el qual des dels anys 1980, ha variat en uns 50 metres respecte a la posició anterior.

El municipi ocupa una extensió de 43,21 km². A més de l'àrea poblada hi ha un paratge natural amb coves (districte de Cumes), brolladors d'aigües termals i dos llacs formats per antics cràters volcànics, esmentats pels historiadors de l'antiguitat: el llac Avern i el llac Locrina. L'any 1987 es va crear la "Reserva natural Cràter dels Astroni", zona protegida per l'estat per a la recuperació de la fauna i la flora autòctones.

### Localitats veïnes
Pozzuoli limita amb els següents municipis:
Bacoli, Giugliano in Campania, Nàpols, Quarto

Localització de Pozzuoli dins la província de Nàpols

## Organització
Administrativament pertany a la província de Nàpols. Internament el municipi està dividit en els següents districtes: Arco Felice, Campana Annunziata, Cuma, Licola Centro, Licola Lido, Lucrino, Montenuovo, Monterusciello, Pisciarelli, Toiano

## Història

### Dicearchia
L'any 531 aC van arribar a aquesta costa emigrants procedents de Samos, els quals fugien de la tirania de Polícrates i van fundar, amb el consentiment dels habitants de Cumes, una ciutat a la qual van anomenar Dicearchia.
No se sap, però, si el desembarcament dels samnites va succeir per casualitat o d'acord amb un pla predeterminat. Charles Dubois, un dels més il·lustres estudiosos de la història antiga de Pozzuoli, va proposar una hipòtesi al respecte. L'acceptació per part dels habitants de Cumes, els quals procedien també d'una ciutat grega, Calcis, s'explica per la bona relació ja existent entre les dues ciutats d'origen, amb tradicions comunes. Aquesta amistat s'havia posat de manifest temps enrere durant la lluita que va sorgir contra Erètria, a la segona meitat del segle vii aC, per la rivalitat amb Calcis, ja que les dues ciutats comerciaven els mateixos productes entre orient i occident. En aquesta guerra que va adquirir caràcter o interhel·lènic, els samnites van fer costat als de Calcis. Amb el temps, els habitants de Dicearchia i els de Cumes es van fusionar. Tots dos va col·laborar a la propagació de l'hel·lenisme per la Campània i junts van fer front als etruscs fins que l'any 421 els samnites van ocupar Cumes i el seu territori, deixant de ser independents.

### Fistelia

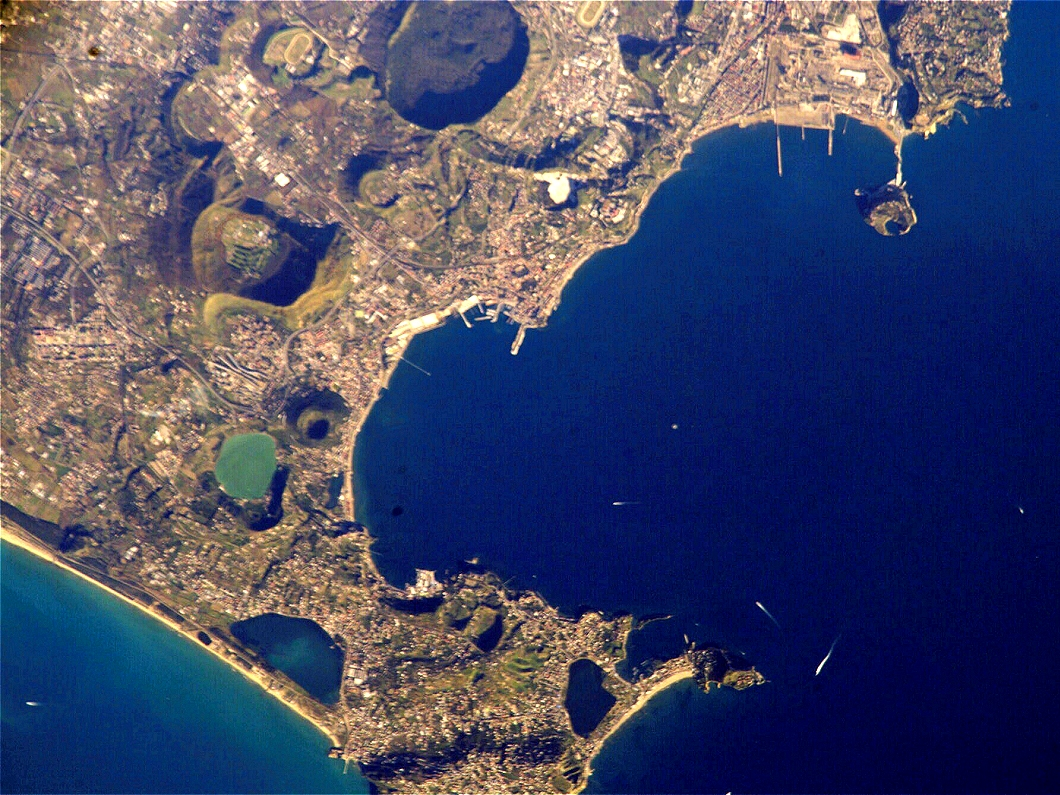
El golf de Pozzuoli vist des de satèl·lit.

Segons alguns autors, sota el domini samnita el municipi va passar a dir-se Fistelia, si bé van tenir una certa autonomia política i comercial. Va esdevenir una de les ciutats samnites més importants degut a la posició del seu port i als bons contactes que va mantenir amb altres poblacions de la Campània.

### Puteoli
L'any 338 aC els romans van conquerir la Campània i llavors el municipi va rebre el nom de Puteoli, que vol dir «pous petits», per les nombroses deus d'aigües termals que hi brollaven. Aquestes fonts sulfuroses Plini el Vell les va anomenar Leucogaei Fontes.
Roma, va aprofitar la situació estratègica del port durant la Segona Guerra Púnica (218-201 aC) i al 195 aC ja tenia establerta una colònia marítima. Claudi Neró, nomenat propretor d'Hispània va sortir des d'aquí l'any 211 aC en direcció a Tarraco per enfrontar-se a Àsdrubal Barca. Mentrestant Quint Fabi Màxim Berrugós va fer fortificar l'establiment.

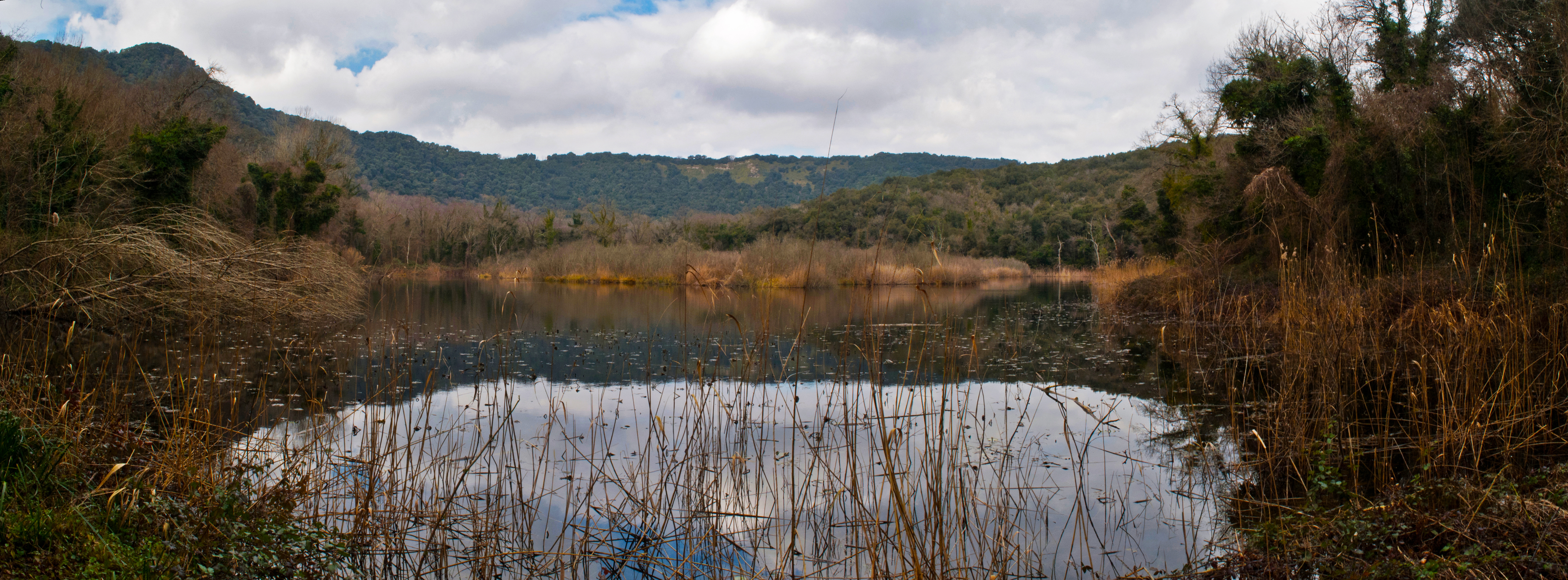
Cràter dels Astroni, dins el paratge natural de Pozzuoli

La conquesta romana d'orient va fer de Puteoli el port mediterrani més important dels romans. L'historiador i arqueòleg Amedeo Maiuri va assenyalar que les possibilitat que oferia l'indret com a punt d'intercanvi dels productes agrícoles de la regió més els productes artesanals propis intercanviats amb les mercaderies d'ultramar, van situar Puteoli en un lloc de preferència respecte de Nàpols. En aquell temps Delos va ser el port principal amb qui va tenir correspondència comercial. Pels seus carrers transitava una multitud políglota, probablement comerciants de Tir, Heliòpolis i també hebreus.
La colònia romana va anar creixent amb nous colons vinguts en temps de Sul·la i els arribats en temps d'August. Als inicis de l'imperi va ser un lloc triat pels romans de renom com Ciceró per establir una segona residència. L'emperador Vespasià (69-79 dC) li va fer una ampliació de territori amb l'assignació d'una part del camp de Càpua, en recompensa per haver estat al seu costat en la lluita contra Vitel·li. El nom complet de la colònia era: Colonia Flavia Augusta Puteoli.
Amb les millores al port d'Òstia, iniciades per l'emperador Claudi l'any 42 dC i acabades per Neró el 54 dC, la fortuna de Puteoli va anar declinant lentament, si bé alguns emperadors es van preocupar del seu port, el qual va ser reparat en temps d'Antoní Pius l'any 139.

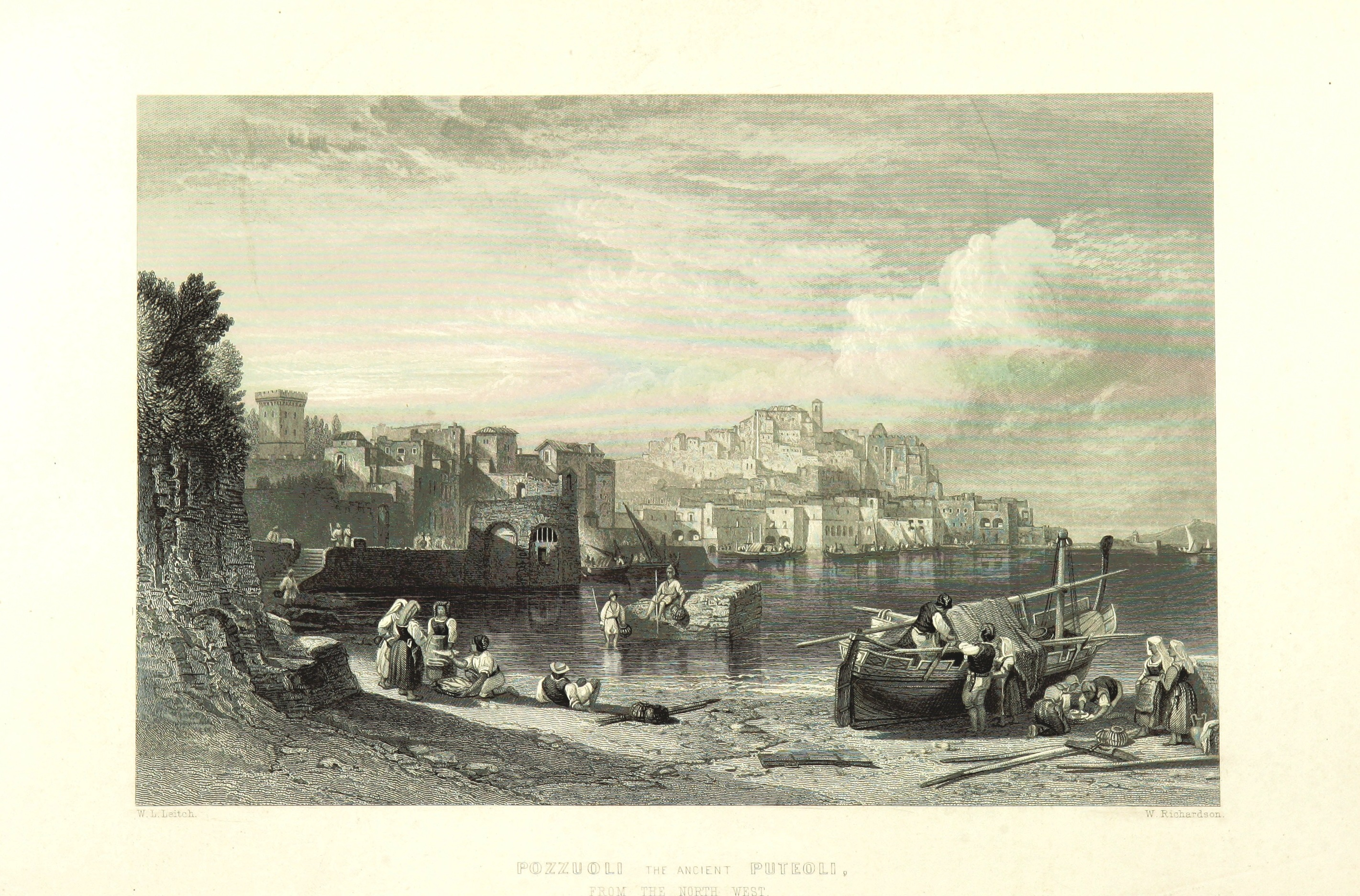
Pozzuoli en una publicació del 1864

El gradual enfonsament del litoral causat pel bradisisme va obligar a molts habitants, cap a finals del segle v, a abandonar la part baixa i establir-s'hi a l'acròpoli de l'antiga Dicearhia.

### Era cristiana
L'existència a Pozzuoli d'una comunitat cristiana antiga està testimoniada al llibre Fets dels apòstols, on es diu que Pau de Tars va predicar. Segons Amadeo Mauri va desembarcar l'any 61 seguint el seu propòsit cristianitzador.
Quatre persones de Pozzuoli van patir martiri durant les persecucions de cristians: Artema, Pròcle, Acuci i Eutique.
En els anys posteriors la ciutat va patir diversos saqueigs: un el 410 per les tropes d'Alaric I, una altra vegada el 455 pel vàndal Genseric i una tercera per l'ostrogot Tòtila el 545. Després va quedar probablement deserta i els ciutadans no van recuperar la confiança per a repoblar fins passat molt de temps.

## Població

### Agermanaments
Pozzuoli està agermanada amb:
- Agios Dimitrios (Àtica), Grècia des del 1986
- Szczecin, Polònia, des del 1993
- Tarragona, Catalunya, des del 2003

### Pactes d'amistat
Pozzuoli té pactes d'amistat amb altres municipis italians:
- Benevento
- Pompeia

## Monuments i llocs d'interès

### Jaciments arqueològics

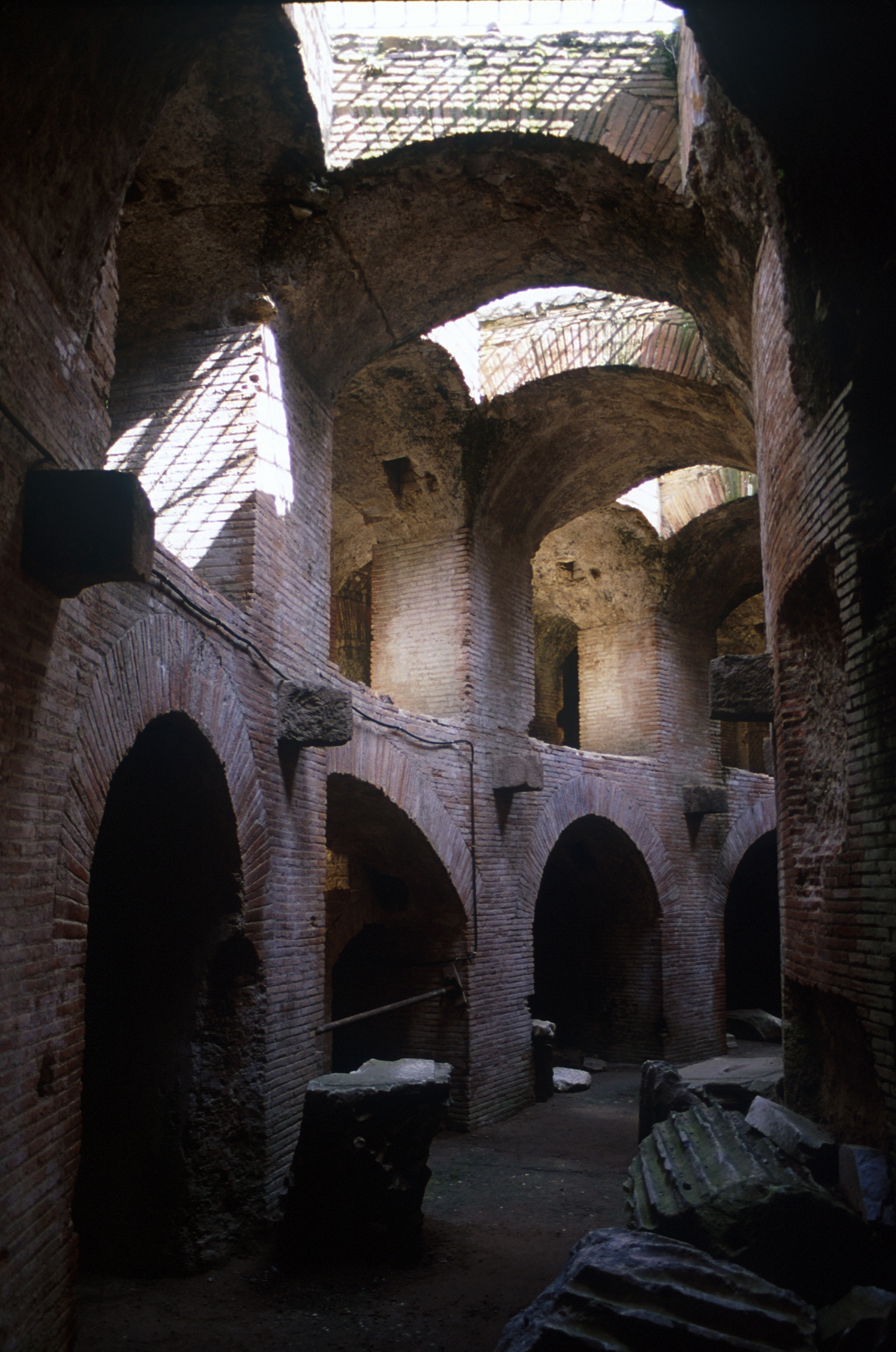
Arcades del soterrani de l'amfiteatre Flavi.

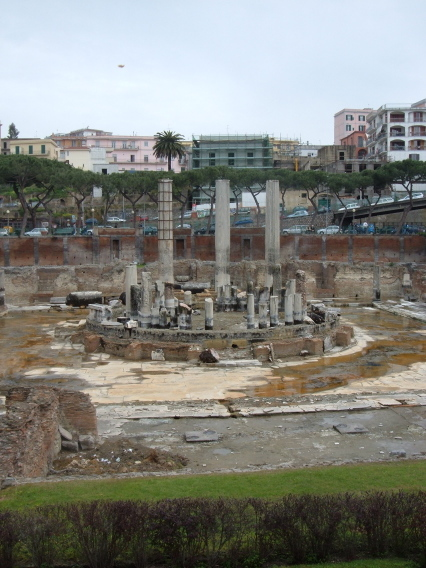
Columnes del macèl·lum

- Amfiteatre Flavi: És Un dels més grans d'Itàlia, amb capacitar per 40.000 espectadors, i va ser construït en temps de Neró. Al soterrani encara es conserva l'estructura que feia de gàbia per a les bèsties dels espectacles. L'any 305 uns cristians van ser condemnats a morir en aquest amfiteatre devorats per les bèsties, les quals miraculosament van renunciar a fer-ho i finalment els van decapitar.
- Amfiteatre antic: Anteriorment a l'amfiteatre Flavi ja n'hi havia un altre de proporcions menors, sembla que estava dedicat únicament a espectacles de venatio. Per desgràcia la línia de ferrocarril Roma-Napols va passar pel mig de les seves ruïnes. Es conserva una imatge de Pozzuoli amb els dos amfiteatres en la decoració d'un antic gerro de vidre d'Odemira.
- Temple d'August: Erigit per Luci Calpurni entre l'any 27 aC i el 14 dC, sobre les restes d'un temple samnita del segle v. L'arquitecte va ser Lucius Cocceius Auctus. El temple fou transformat en església cristiana dedicada al màrtir de Pozzuoli Sant Procle, probablement a finals del s. V o als inicis del VI. L'estructura romana de l'edifici va quedar oculta sota la façana barroca de la reconstrucció dels anys 1632-1647. La nit del 16 de maig del 1964 va quedar gairebé destruït per un incendi, però es va reconstruir.
- Necròpoli romana: Conserva un grandiós i imponent conjunt de mausoleus, columbaris i hipogeus. La necròpoli s'inicia a la vora del camí anomenat via Celle i segueix fins al municipi de Quarto i pel costat del camí anomenat via consolare Campana que ajuntava Puteoli amb Càpua.
- El macèl·lum, antigament conegut com el "Temple de Serapis" perquè el 1750 s'hi va trobar una estàtua d'aquest déu egipci, però en realitat el macèl·lum era un mercat públic.
- L'estadi: Manat construir per Antoní Pius en honor del seu pare Hadrià. Les seves restes es van obrir al públic l'any 2008.
- Altres restes romanes: Hi ha moltes restes romanes escampades per tot el terme, entre elles destaca les del temple d'Apol·lo a prop del llac Avern.

### Vil·la Avellino de Gemmis
Restes d'una sumptuosa residència construïda el 1540 per Marco Antonio Colonna, que després va pertànyer a l'arqueòleg Francesco Maria Avellino (1778 – 1850) i més endavant al baró de Gemmis. Els jardins d'aquesta residència són avui dia jardins públics.

### Arquitectura religiosa
A la ciutat hi ha diverses construccions religioses: l'església de Sant Procle, el santuari de San Gennaro (districte de la Solfatara), l'església de Santa Maria delle Grazie, l'església dels sants Francesc i Antoni, i l'església de Santa Maria della Consolazione.

### Monument anarquista

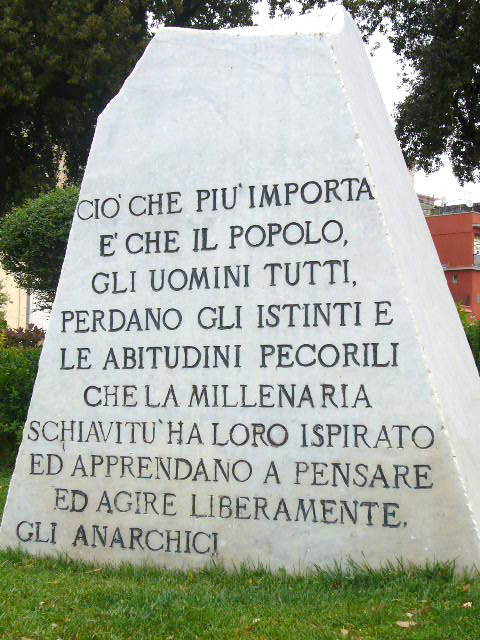
Monument anarquista

A prop del macèl·lum, en uns jardins amb vistes a la Via Roma, hi ha un monument a l'anarquia. Es tracta d'un bloc de marbre, en record de l'anarquista puzzolà Emanuele Visone (Pozzuoli, 17-07-1897, 31-07-1986) amb la següent inscripció:

« Allò que més importa és que el poble, la totalitat dels homes, perdin els instints i s'habituïn al perill que la mil·lenària esclavitud els va inspirar i que aprenguin a pensar i a actuar amb llibertat. Els anarquistes. »

## Economia
Pozzuoli té el tercer mercat de peix més gran d'Itàlia, el qual exporta fora de la ciutat. El sector industrial és també important; és una àrea de 50.000m² i data del 1885 quan l'empesa britànica Armstrong, que construïa armes per les forces armades de tot el món va obtenir permís per implantar a Pozzuoli una fàbrica metal·lúrgica per la construcció d'artilleria naval. Al municipi també hi ha moltes famílies que es dediquen al sector del turisme per la fama dels seus llocs d'interès i pels seus famosos restaurants.
Cal destacar també l'escola d'aviació de Pozzuoli.

## Activitats Culturals
- Festival de cinema de curtmetratges, celebrat anualment des del 2005.
- Pozzuoli Jazz Festival, que es va iniciar l'any 2010.
- El Malazè, una festa que barreja arqueologia i gastronomia, establert el 2005, i celebrat durant la segona i la tercera setmana de setembre.